# Wjatscheslaw Georgijewitsch Sobtschenko
Wjatscheslaw Georgijewitsch Sobtschenko (russisch Вячеслав Георгиевич Собченко; * 18. April 1949 in Duschanbe) ist ein ehemaliger sowjetischer Wasserballspieler. Bei Olympischen Spielen gewann er mit der sowjetischen Nationalmannschaft 1972 und 1980 Gold, 1982 war er Weltmeister.

## Sportliche Karriere
Der 1,87 m große Wjatscheslaw Sobtschenko trat für Trud Moskau und für TSSK VMF Moskau an.
Seinen ersten internationalen Titel gewann der Torhüter bei den Olympischen Spielen 1972 in München. Er wirkte in allen acht Partien mit und wechselte sich mit Wadim Guljajew ab. Die sowjetische Mannschaft verlor kein Spiel, die Partien gegen die Ungarn und gegen das US-Team endeten unentschieden. Am Ende lagen die Ungarn nach Punkten gleichauf mit der sowjetischen Mannschaft, die aber durch die bessere Tordifferenz die erste olympische Goldmedaille für die Sowjetunion im Wasserball gewann. Acht Jahre später bei den Olympischen Spielen 1980 in Moskau wechselte sich Sobtschenko mit Jewgeni Konstantinowitsch Scharonow im Tor ab. Die sowjetische Mannschaft siegte vor den Jugoslawen und den Ungarn. Im letzten Spiel bezwang das sowjetische Team die jugoslawische Auswahl mit 8:7. Außer Sobtschenko waren mit Oleksij Barkalow und Alexander Kabanow zwei weitere Spieler bei beiden Olympiasiegen der sowjetischen Wasserball-Nationalmannschaft dabei. Bei der Weltmeisterschaft 1982 in Guayaquil erreichten vier Mannschaften die Endrunde. Die sowjetische Mannschaft erkämpfte den Titel vor den Ungarn, den Deutschen und den Niederländern. Auch bei diesem Turnier waren Scharonow und Sobtschenko die Torhüter der sowjetischen Nationalmannschaft.